# Urvädersgränd

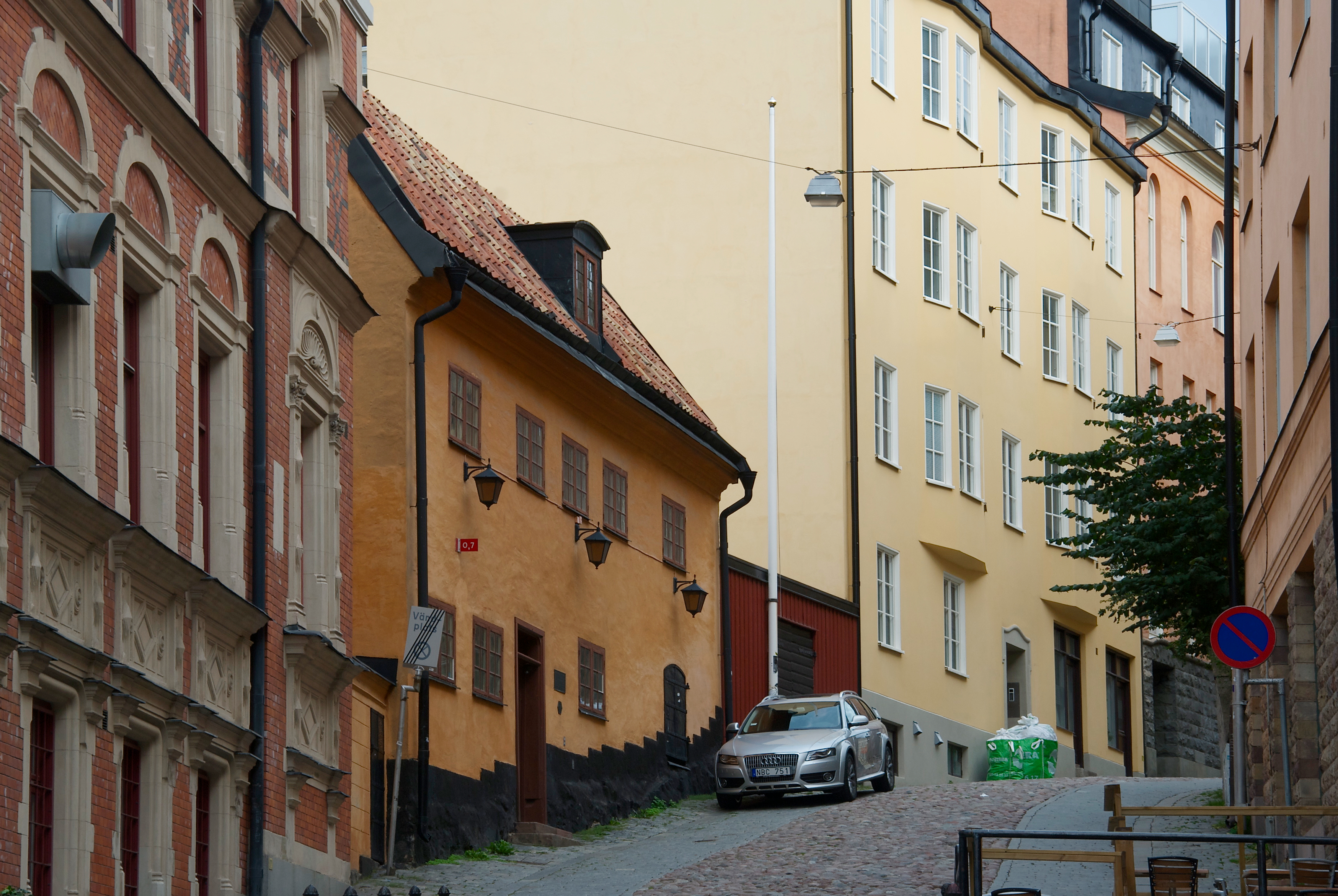
Urvädersgränd upp mot Mosebacke torg. Huset i mitten är Bellmanhuset.

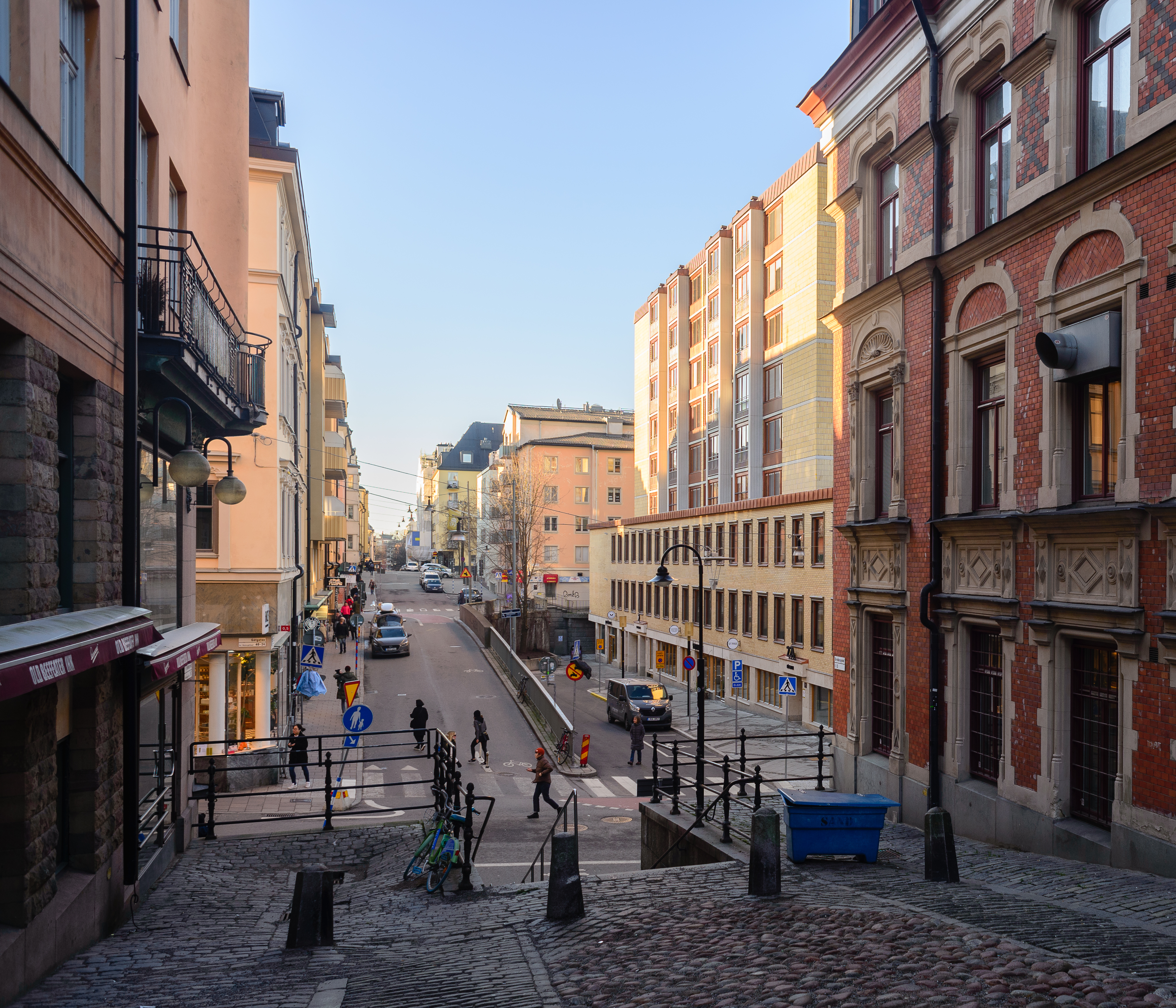
Urvädersgränd och trappan ned till Götgatan. På andra sidan Götgatan fortsätter Sankt Paulsgatan.

Urvädersgränd är en gränd på Södermalm i Stockholm. Den börjar i nordvästra hörnet av Mosebacke torg och fortsätter i en båge mot väster tills den slutar i en trappa ner till Götgatan i höjd med Sankt Paulsgatan. Gatan och kvarteret Urvädersklippan är uppkallat efter borgaren Simon Uhrwäder som i mitten av 1600-talet ägde ett hus vid gatan. Han var ättling till den Nils Månsson Uhrwäder som 200 år tidigare gav namn åt Urvädersgränd i Gamla stan, numera Stenbastugränd.
På Urvädersgränd 3, precis efter trappan till Götgatan, ligger Bellmanhuset uppkallat efter skalden Carl Michael Bellman som bodde här 1770–1774. Idag är Bellmans två rum på vindsvåningen tidstypiskt inredda och sköts av sällskapet Par Bricole som har regelbundna visningar för allmänheten.
På Urvädersgränd 9 hade konstnären Sven X:et Erixson sin bostad och ateljé 1931–1934. Utsikten över Slussen och Gamla stan har han förevigat i ett antal målningar.
| ”                                                      | Fem trappor upp i Urvädersgränd, där har jag bott och där bor jag än. Hur mår du? Jag mår bra, du. Du var full igår, men inte jag, du! | „ |
| – Dryckesvisa om veckans dagar av Margareta Kjellberg, | |   |

På Urvädersgränd 9 bodde också konstnären Inge Schiöler 1932-1933 i en våning under Sven Erixson.
Stieg Trenters bok I dag röd… utspelar sig delvis i en lägenhet på Urvädersgränd 9.